# Juraj Kadnár
Juraj Kadnár (Bratislava, 5 de septiembre de 1972) es un deportista eslovaco que compitió en piragüismo en la modalidad de aguas tranquilas. Ganó una medalla de bronce en el Campeonato Mundial de Piragüismo de 1991 (bajo nacionalidad checoslovaca), y tres medallas en el Campeonato Europeo de Piragüismo entre los años 1999 y 2002.

## Palmarés internacional
| Representando a Checoslovaquia |                  |                   |             |
| Campeonato Mundial             |                  |                   |             |
| Año                            | Lugar            | Medalla           | Competición |
| 1991                           | París (Francia)  | Medalla de bronce | K2 10 000 m |
| Representando a Eslovaquia     |                  |                   |             |
| Campeonato Europeo             |                  |                   |             |
| Año                            | Lugar            | Medalla           | Competición |
| 1999                           | Zagreb (Croacia) | Medalla de bronce | K4 1000 m   |
| 2000                           | Poznań (Polonia) | Medalla de oro    | K4 200 m    |
| 2002                           | Szeged (Hungría) | Medalla de plata  | K2 1000 m   |